# Fédération d'Ukraine de basket-ball
La Fédération d'Ukraine de Basket-ball (en ukrainien : Федерації баскетболу України) est une association, fondée en 1992, chargée d'organiser, de diriger et de développer le basket-ball en Ukraine, d'orienter et de contrôler l'activité de toutes les associations ou unions d'associations s'intéressant à la pratique du basket-ball.
La Fédération représente le basket-ball auprès des pouvoirs publics ainsi qu'auprès des organismes sportifs nationaux et internationaux et, à ce titre, l'Ukraine dans les compétitions internationales. Elle défend également les intérêts moraux et matériels du basket-ball ukrainien. Elle est affiliée à la FIBA depuis 1992.